# MiG 1.44
A MiG 1.44 a Mikojan-tervezőiroda által az MFI-programban tervezett és megépített orosz kísérleti vadászrepülőgép. A típusból két kísérleti példány készült, amelyek közül az első 2000-ben repült először. Az MFI típusa az orosz válasz lett volna az amerikai ATF-programra (melynek végeredménye az F–22 Raptor lett), azonban a technológiai problémák és az egyre növekvő kiadások miatt a programot törölték a 2000-es évek első felében. Később a fejlettebb, a Szuhoj által fejlesztett konkurens PAK FA került előtérbe. Ettől függetlenül a NATO új kódneveket osztott ki a két típusra: az 1.42-re a Foxglove-t, az 1.44-re a Flatpack-et.

## Jegyzetek

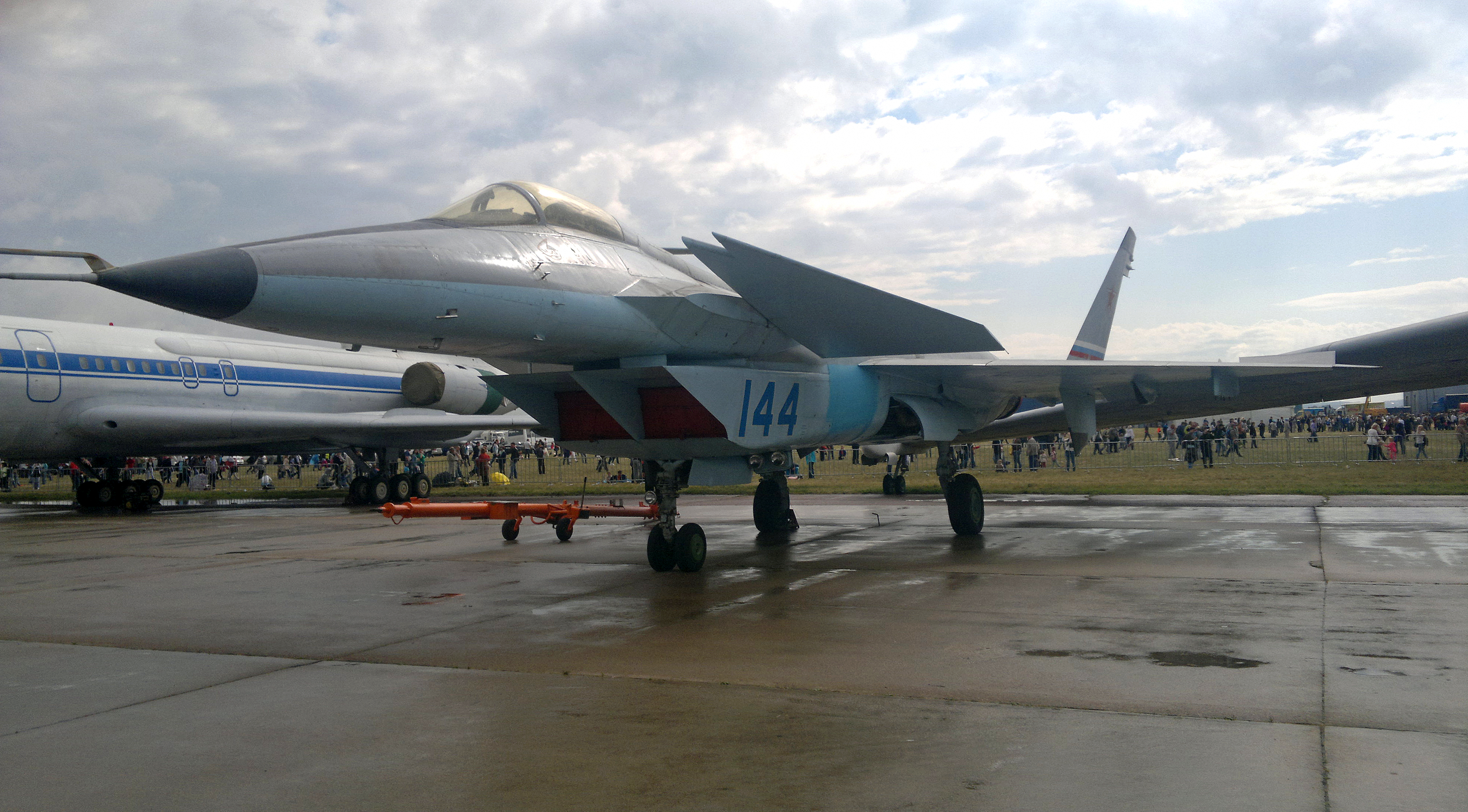
MiG1.44 at MAKS2015